# Eerste Vrede van Thorn

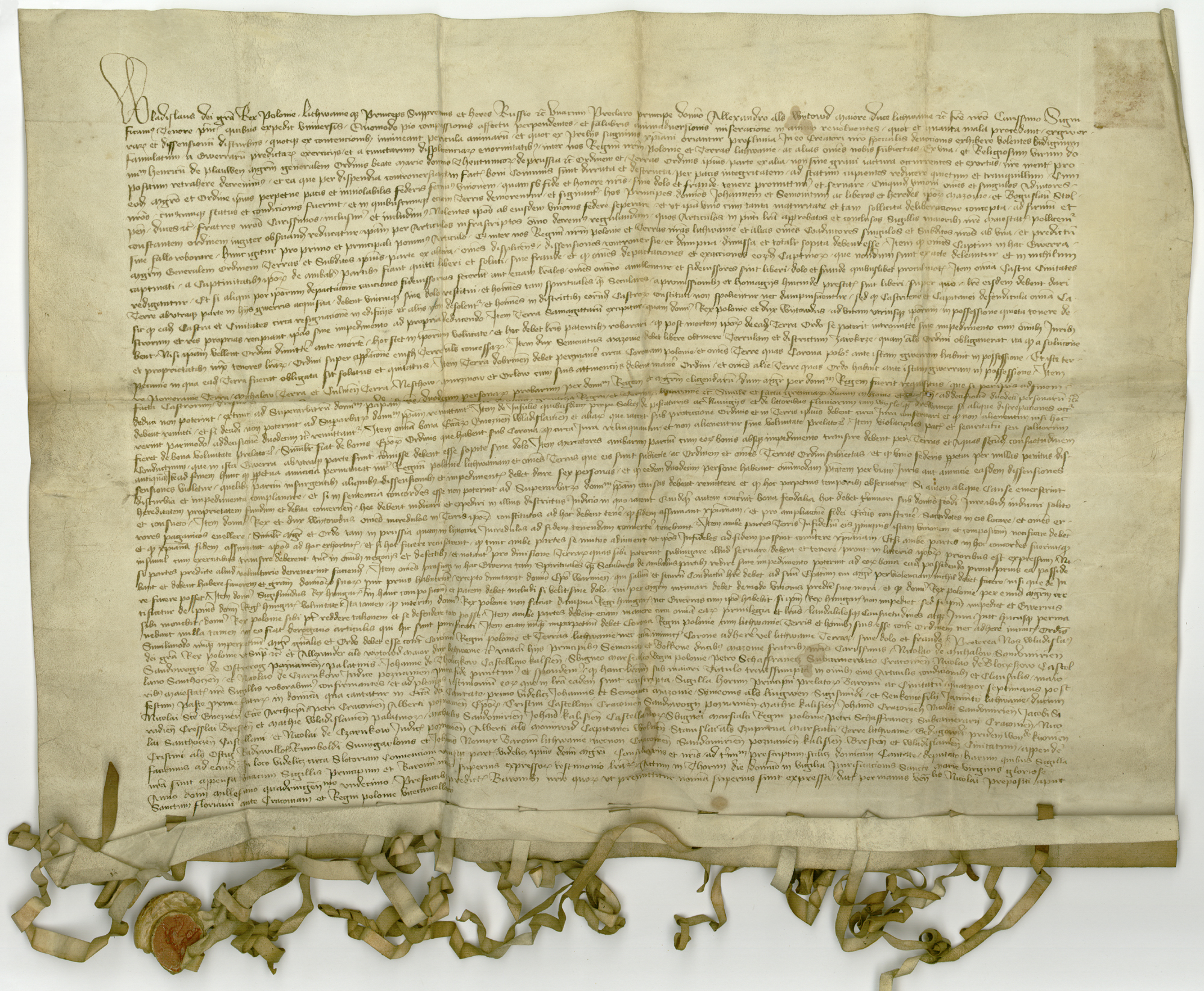
Het verdrag van Torun

De Eerste Vrede van Thorn werd getekend te Thorn (Toruń) op 1 februari 1411 tussen de Duitse Orde enerzijds en de Poolse koning Wladislaus II Jagiello en de Litouwse grootvorst Vytautas anderzijds. Dit beëindigde de Slag bij Tannenberg.